# كارلوس رودريغيز مولينا
كارلوس رودريغيز مولينا (بالإسبانية: Carlos Rodríguez Molina)‏ (17 فبراير 1988 في إسبانيا - ) هو لاعب كرة قدم إسباني في مركز الهجوم.

## وصلات خارجية
- كارلوس رودريغيز مولينا على موقع قاعدة بيانات كرة القدم.إي يو (الإنجليزية)
- كارلوس رودريغيز مولينا على موقع Soccerway.com (الإنجليزية)